# Rajd Ypres 1996
Rajd Ypres 1996 (32. Ypres 24 Hours Rally) – 32. edycja rajdu samochodowego Rajd Ypres rozgrywanego w Belgii. Rozgrywany był od 28 do 30 czerwca 1996 roku. Była to dwudziesta druga runda Rajdowych Mistrzostw Europy w roku 1996 (rajd miał najwyższy współczynnik – 20) oraz piąta runda Rajdowych Mistrzostw Belgii..

## Klasyfikacja rajdu
| Miejsce                                         | Kierowca                                        | Pilot                                           | Samochód                                        | Czas                                            | Strata                                          |                                                 |
| Klasyfikacja generalna, ERC i mistrzostw Belgii | Klasyfikacja generalna, ERC i mistrzostw Belgii | Klasyfikacja generalna, ERC i mistrzostw Belgii | Klasyfikacja generalna, ERC i mistrzostw Belgii | Klasyfikacja generalna, ERC i mistrzostw Belgii | Klasyfikacja generalna, ERC i mistrzostw Belgii | Klasyfikacja generalna, ERC i mistrzostw Belgii |
| ----------------------------------------------- | ----------------------------------------------- | ----------------------------------------------- | ----------------------------------------------- | ----------------------------------------------- | ----------------------------------------------- | ----------------------------------------------- |
| 1.                                              | Freddy Loix                                     | Sven Smeets                                     | Toyota Celica GT-Four (ST205)                   | 3:08:26                                         | 0.0                                             |                                                 |
| 2.                                              | Armin Schwarz                                   | Denis Giraudet                                  | Toyota Celica GT-Four (ST205)                   | 3:11:10                                         | +2:44                                           |                                                 |
| 3.                                              | Patrick Snijers                                 | Dany Colebunders                                | Ford Escort RS Cosworth                         | 3:14:17                                         | +5:51                                           |                                                 |
| 4.                                              | Renaud Verreydt                                 | Jean-Manuel Jamar                               | Toyota Celica GT-Four (ST205)                   | 3:18:34                                         | +10:08                                          |                                                 |
| 5.                                              | Bernard Munster                                 | Jean-François Elst                              | Renault Mégane Maxi                             | 3:19:02                                         | +10:36                                          |                                                 |
| 6.                                              | Frank Broekaert                                 | Steven Vergalle                                 | Ford Escort RS Cosworth                         | 3:23:27                                         | +15:01                                          |                                                 |
| 7.                                              | Pascal Smets                                    | Jean-Paul S'Heeren                              | Mitsubishi Lancer Evo III                       | 3:24:14                                         | +15:48                                          |                                                 |
| 8.                                              | Frank Mesure                                    | Danny Caytan                                    | Mazda 323 GT-R                                  | 3:25:11                                         | +16:45                                          |                                                 |
| 9.                                              | Henrik Lundgaard                                | Freddy Pedersen                                 | Opel Astra GSi 16V                              | 3:25:14                                         | +16:48                                          |                                                 |
| 10.                                             | Fredericq Delplace                              | Jan Debeaussaert                                | Mitsubishi Lancer Evo III                       | 3:27:39                                         | +19:13                                          |                                                 |